# Rectrice

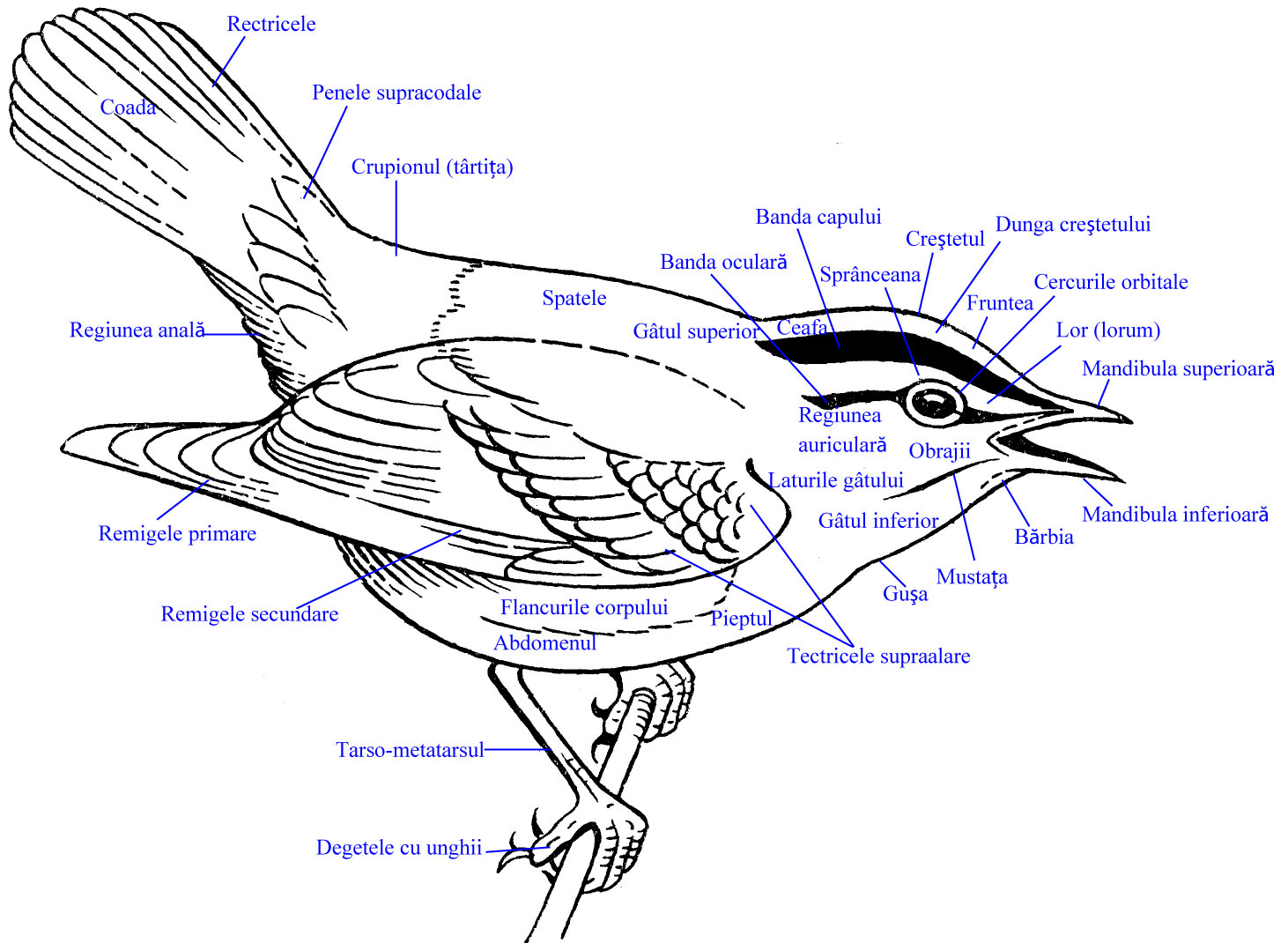
Componente corpului pasărilor

Rectricele (penele codale) sunt penele mari și puternice ale cozii, cu care se cârmuiește pasărea în timpul zborului, fiind numite și pene de cârmă. Ele se fixează în țesutul cărnos ce acoperă pigostilul (ultimele 4-6 vertebre codale sudate între ele). Pot fi rigide sau suple. Numărul lor variază de la 8 la 26, în funcție de specie sau grup, mai frecvent fiind numărul de 10 sau 12: 12 la paseriformele cântătoare, 20-24 la unele păsări exotice și 10 la majoritatea speciilor.
Rectricele servesc la echilibrarea corpului în timpul mersului, drept cârmă în timpul înotului sau al zborului, ca mijloc de frânare la aterizare și uneori și ca podoabă la unii masculi, penele codale pot fi mișcate în voie în toate direcțiile, fie răsfirându-le chiar în evantai, fie strângându-le. Forma și mărimea cozii depind de numărul, mărimea și forma rectricelor ce o alcătuiesc. La unele specii, rectricele sunt mici și moi (Podiceps); altor specii le lipsește coada complet (Kiwi).
Baza rectricelor este acoperită dorsal și ventral cu pene moi numite învelitori: supracaudale și subcaudale. Învelitorile sunt de regulă moi, fiind alcătuite din tectrice ce acoperă dorsal și ventral baza rectricelor. Penele supracodale (învelitorile supracaudale) acoperă partea superioară a bazei rectricelor, iar penele subcodale (învelitorile subcaudale) acoperă partea inferioară a bazei rectricelor.

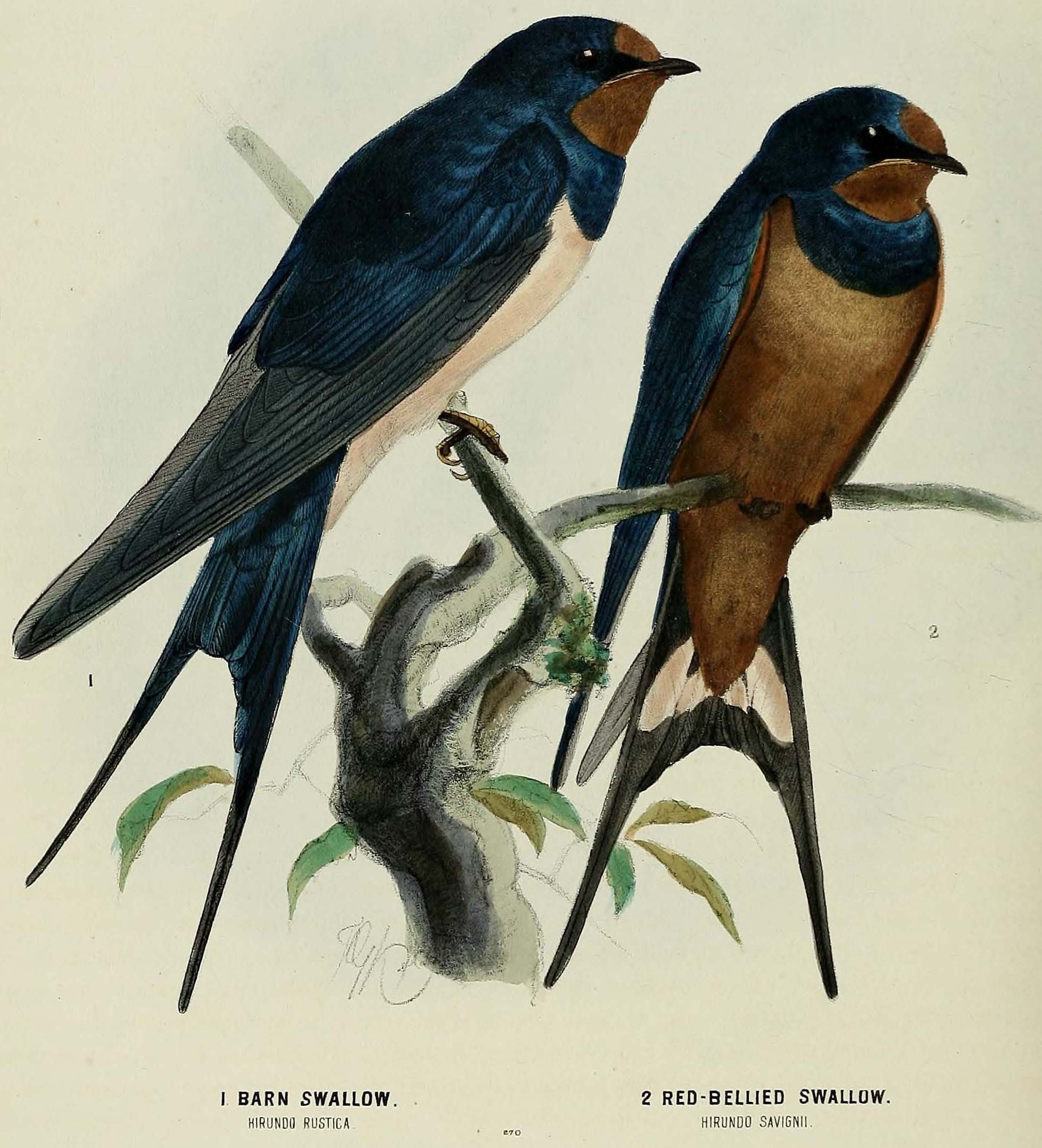
Rândunica după H. E. Dresser. "A history of the birds of Europe : including all the species inhabiting the western palaearctic region. Vol. III" 1871-1881. Rectricele laterale sunt foarte alungite.

Se deosebesc 2 feluri de rectrice: rectricele externe și rectricele mijlocii. Rectricele externe, numite și rectrice laterale sunt situate pe partea laterală a cozii, rectricele mijlocii la mijlocul cozii. În identificarea păsărilor are mare importanță numărul, lungime și culoarea rectricelor. La rândunică coada este net bifurcată cu rectricele laterale foarte alungite, pe steagul intern al rectricelor (cu excepția perechii mijlocii) se află pete albe mici, ovale sau cuneiforme, dimensiunile cărora se măresc spre partea laterală a cozii, aceste pete sunt clar vizibile atunci când pasărea își etalează rectricele.